# Matsuoka Rimu
Rimu Matsuoka (sinh ngày 22 tháng 7 năm 1998) là một cầu thủ bóng đá người Nhật Bản.

## Sự nghiệp câu lạc bộ
Rimu Matsuoka đã từng chơi cho FC Tokyo.